# Вынну (посёлок)
Вы́нну (эст. Võnnu) — посёлок в волости Кастре  уезда Тартумаа, Эстония.
До административной реформы местных самоуправлений Эстонии 2017 года входил в состав волости Вынну (упразднена) и был её административным центром.

## География и описание
Расположен в 19 км к юго-востоку от уездного центра — города Тарту. Высота над уровнем моря — 45 метров. 
Климат умеренный. Официальный язык — эстонский. Почтовые индексы: 62401, 62494 (до востребования).

## Население
По данным переписи населения 2021 года, в Вынну насчитывался 581 житель, из них 545 (93,8 %) — эстонцы.
По данным переписи населения 2011 года, в посёлке проживали 552 человека, из них 523 (94,7 %) — эстонцы.
Численность населения посёлка Вынну по данным переписей населения:
| Год  | 1959 | 1970  | 1979  | 1989  | 2000  | 2011  | 2021  |
| ---- | ---- | ----- | ----- | ----- | ----- | ----- | ----- |
| Чел. | 584  | ↘ 509 | ↘ 444 | ↗ 616 | ↗ 635 | ↘ 552 | ↗ 581 |

## История
В источниках 1582 года упоминается Wenden, 1627 года — Hoff Wenden, 1630 года — Wendehof, 1638 года — Wendo Kÿlla, Hoflage Wenden, 1740 года — Wendohof.
Деревня Вынну под названием Венден появляется ещё в источниках 1360 года как название прихода, однако, по мнению Института эстонского языка, деревня старше его. В XVI веке деревня Венден была уже большой. В 1582 году она относилась к мызе Алдендорн (нем. Aldendorn, Altenturn, Вана-Кастре, эст. Vana-Kastre mõis), в 1588 году — к мызе Ая (нем. Aya, Ахья, эст. Ahja mõis), в 1627 году — к мызе Кастер (нем. Kaster, Кастре, эст. Kastre mõis). В 1684 году деревня снова относилась к мызе Ая, в начале XVIII века — к мызе Куриста  (нем. Kurrista, эст. Kurista mõis). Деревня Вынну и позже возникший у Выннуской церкви святого Иакова посёлок долгое время существовали отдельно и были объединены после 1945 года.

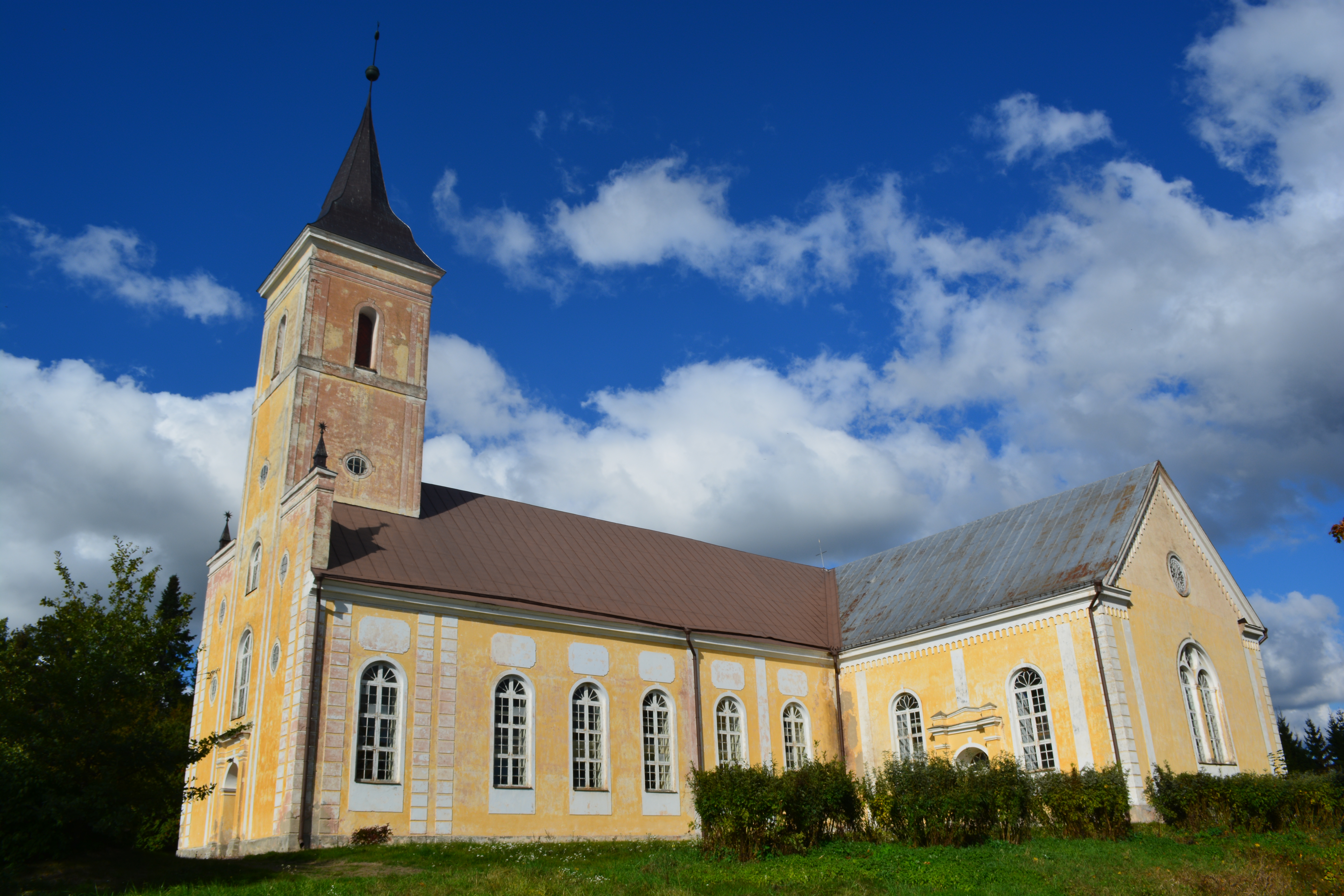
Выннуская церковь святого Иакова

Выннуская церковь святого Иакова является одной из самых больших деревенских церквей Эстонии и одной из самых старых церквей Тартумаа. С течением времени церковь неоднократно перестраивалась. В 1361 году она, вероятно, была трёхнефной с тремя пролётами (сохранились стены длиной около 7 метров) и квадратным помещением для хора. Южный портал с круглой аркой возможно относится к XIII веку. В 1783—1787 годах здание было расширено примерно на 20 метров к западу, к нему была пристроена башня. Декор нынешнего здания (рустикальные лизены, оконные лепные рамы с угловыми расширениями) знаменует собой переход от позднего барокко к раннему классицизму. В 1853 году окна были перестроены в виде круглых арок. В 1870—1871 годах восточную часть церкви снесли и возвели просторное поперечное строение. К этому же периоду относится часть неоготической обстановки (в том числе кафедра), окончательный облик интерьер церкви приобрёл в 1881 году.
Автор живописи церковного алтаря — Отто фон Моллер (1874 год), орга́н — 1895 года, колокол — 1766 года. Заслуживает внимания памятник, созданный в 1813 году петербургским художником Тресконом и установленный бароном Нолькеном в память о своем сыне Рейнхольде фон Нолькене, который пал в Бородинском сражении. Это один из десяти памятников искусства, посвященных событиям Отечественной войны 1812 года, найденных на территории Эстонии. 
Известно, что дети Выннуского прихода получили буквари в 1688 году. Согласно школьному патенту 1765 года, изданному генерал-губернатором Лифляндии Георгом фон Брауном (Georg von Browne), школа должна была быть основана на каждой мызе площадью более пяти гаков. Детям, которые не могли научиться читать дома, следовало ходить в школу. Учебный год длился от дня Святого Мартина до Пасхи.
Деревенская школа в Вынну была предположительно основана в 1736 году. В 1874 году было построено новое школьное здание, в котором учебная работа велась до 1951 года включительно. Это небольшое одноэтажное деревянное строение с вальмовой крышей, фундамент которого выполнен из бутовых камней без связующего вещества, носило название школа Сыыро (эст. Sõõro kool). Имеет два входа, один из которых вёл в две классные комнаты, другой через кухню в три жилых помещения. Общая площадь строения — около 250 м2. В этой школе в 1892—1895 годах учился будущий поэт Густав Суйтс. В 1997 году здание было внесено в Государственный регистр памятников культуры Эстонии, в 2014 году — отреставрировано.
До земельной реформы 1919 года в Вынну находился центр церковной мызы Венден (нем. Pastorat Wenden, Вынну, эст. Võnnu kirikumõis). Её одноэтажное главное здание, построенное в первой половине XIX столетия, сохранилось до настоящего времени.
В саду Выннуской церкви в 1934 году был открыт памятник павшим в Эстонской освободительной войне и жертвам красного террора, снесённый советской властью в 1945 году и восстановленный в 1990 году. Автор проекта памятника — скульптор Александр Эллер (Aleksander Eller), работы по камню выполнил Аугуст Левольд (August Levold). 
На главной оси Выннуского кладбища расположена часовня, построенная для владельца мыз Куриста и Саракуз (нем. Sarrakus, Саракусте, эст. Sarakuste mõis) генерал-фельдцейхмейстера российской императорской армии Александра Никитича Вильбоа (Александра Гийемо де Вильбоа). 
В 1969 году на находящейся на Выннуском старом кладбище братской могиле советских воинов, павших в Великой Отечественной войне (исторический памятник с 1997 до 2023 года был установлен памятник с надписью «Вечная слава героям, павшим за свободу и независимость нашей Родины в Великой Отечественной войне 1941—1945». В опубликованном 30 ноября 2022 года протоколе рабочей группы по советским памятникам при Госканцелярии Эстонии этот памятник не числится, соответственно, признания его «красным монументом», подлежащим демонтажу, сделано не было. Решение о дальнейшей судьбе памятника должна была принять волость Кастре. В 2023 году памятник был демонтирован и заменён на т. н. «нейтральный»: на поверхности земли тёмно-серая плита на белой плите несколько большего размера и с табличкой на эстонском языке «Жертвы Второй мировой войны» (см. Список советских военных памятников Эстонии).

## Инфраструктура
По состоянию на 2023 год в Вынну работали детский сад, средняя школа (в 2002/2003 учебном году 229 учеников, в 2009/2010 учебном году — 189, в 2012/2013 учебном году — 174), дом культуры, библиотека, дом по уходу, аптека, почтовое отделение и магазин торговой сети «Coop».   
Здание Выннуской средней школы построено в 1990 году. В 1991 году построен школьный стадион, реконструирован в 2018 году. Стадион имеет длину 133 метра и ширину 56,7 метра. В центре стадиона расположено футбольное поле, а вокруг него беговая дорожка длиной 250 метров.   
При Выннуской церкви святого Иакова действует Выннуский приход Эстонской евангелическо-лютеранской церкви. Есть баптистский молельный дом. Выннуское старое кладбище расположено в южной части посёлка, Выннуское новое кладбище находится на территории соседней деревни Имсте.

## Памятники культуры
В Государственный регистр памятников культуры Эстонии внесены:
- Выннуская церковь святого Иакова,  памятник архитектуры[11];
- сад Выннуской церкви,  памятник архитектуры,  исторический памятник и археологический памятник[25];
- главное здание церковной мызы Венден (Вынну)[14] и две её хозяйственные постройки[26][27],  памятник архитектуры;
- школьное здание Сыыро,  исторический памятник[12];
- Выннуское старое кладбище,  исторический памятник[28];
- памятник павшим в Эстонской освободительной войне,  исторический памятник[16];
- часовня Александра Гийемо де Вильбоа на Выннуском старом кладбище,  памятник архитектуры[18].

## Галерея

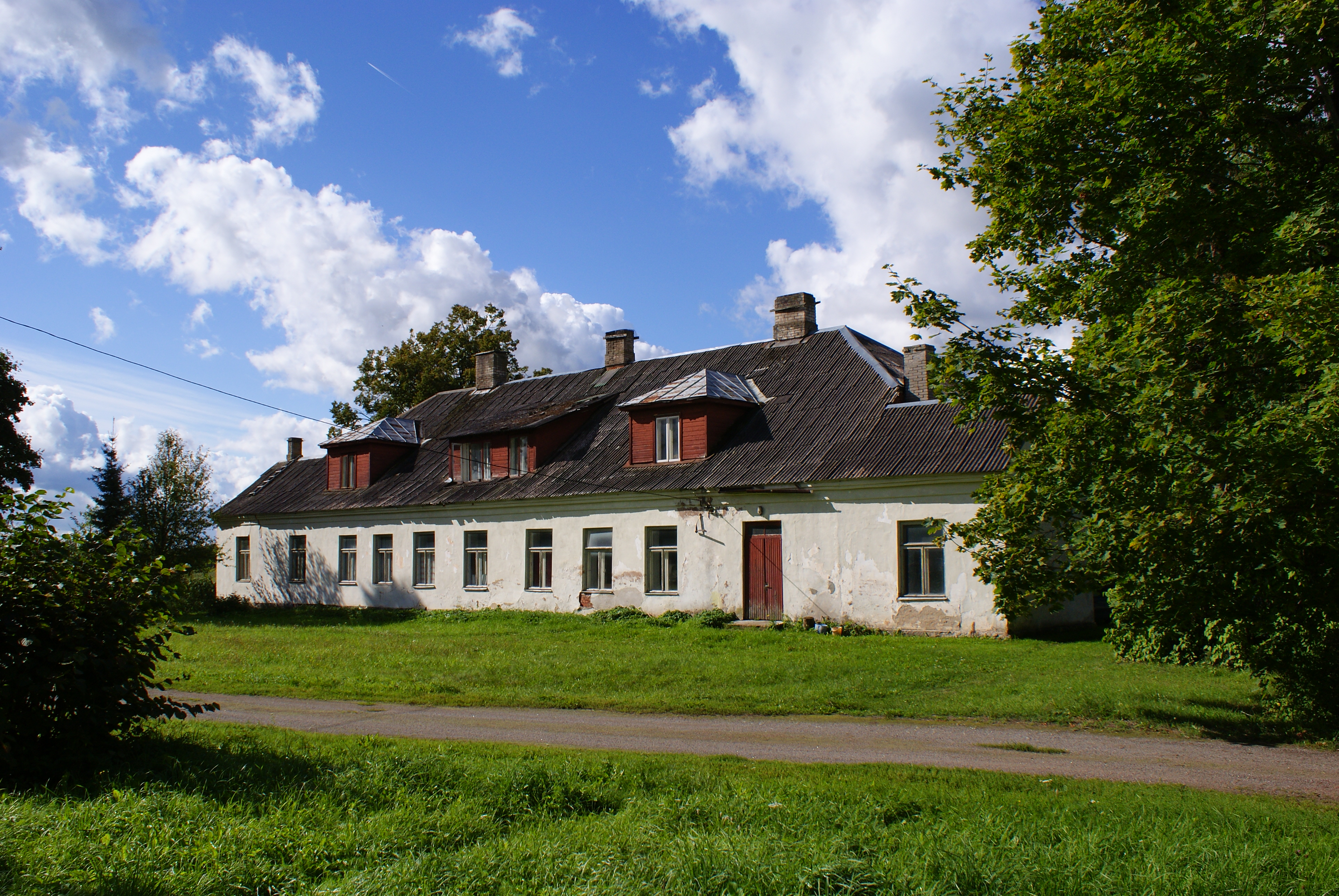
Главное здание церковной мызы Венден (Вынну)
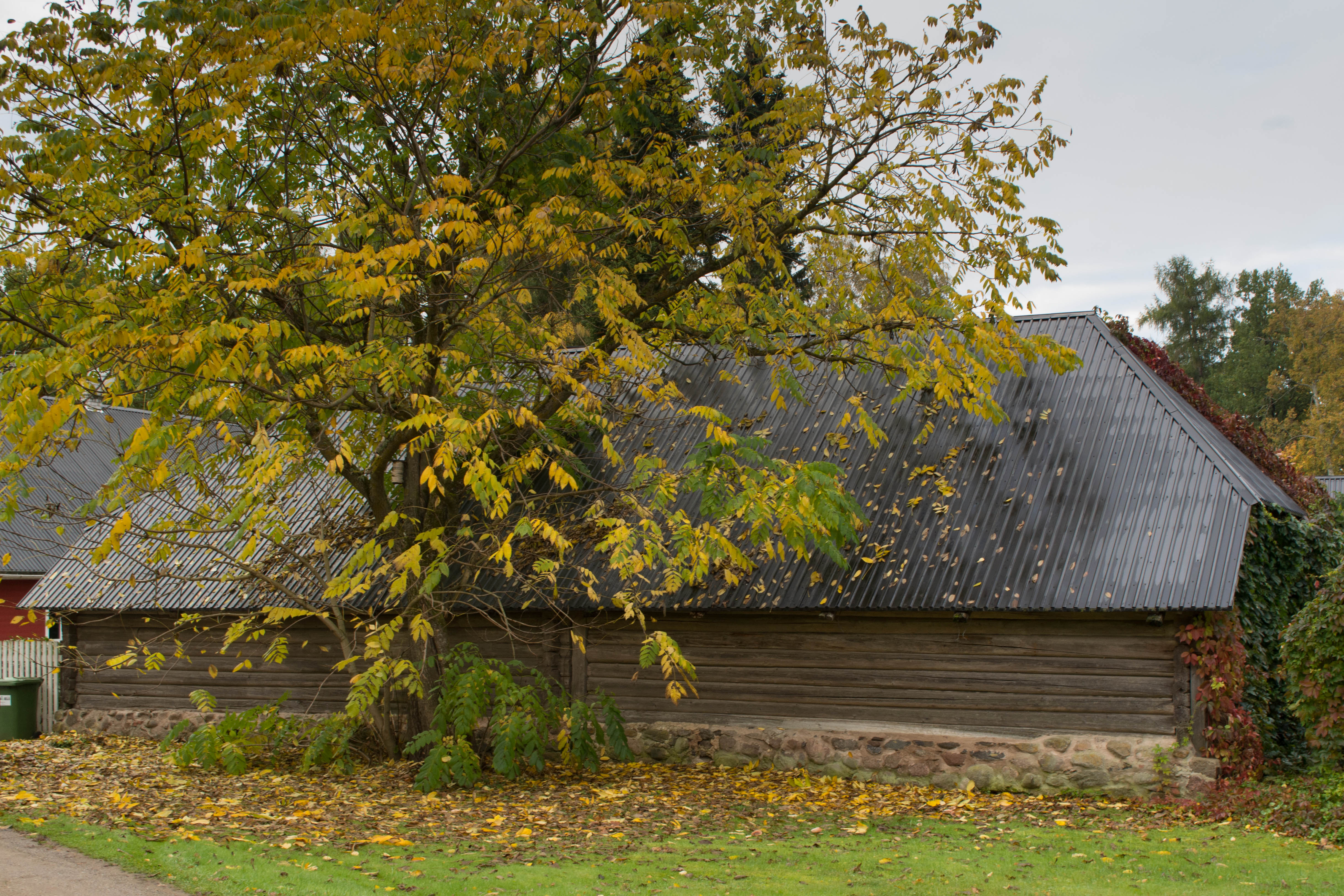
Вспомогательная постройка церковной мызы Вынну
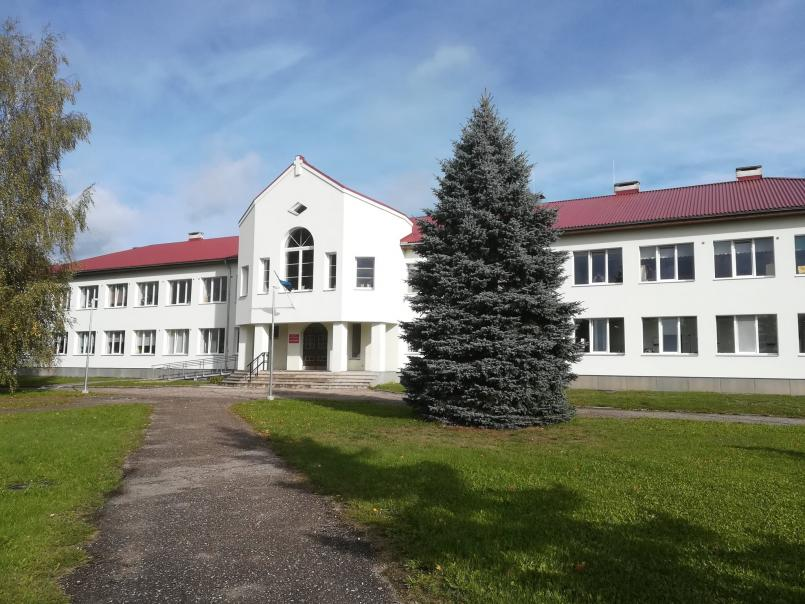
Выннуская средняя школа
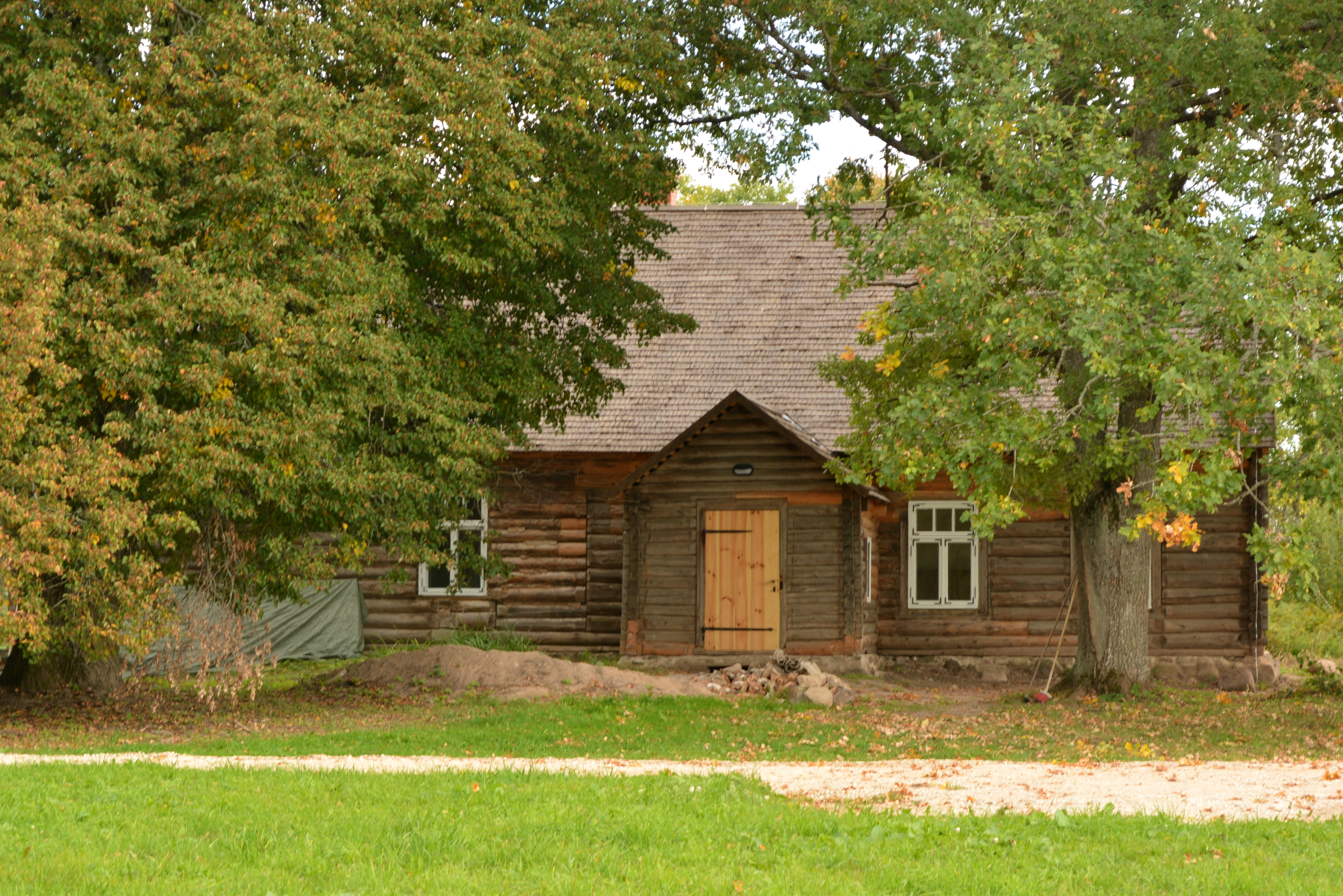
Историческое здание школы Сыыро в посёлке Вынну до реставрации, 2013 год
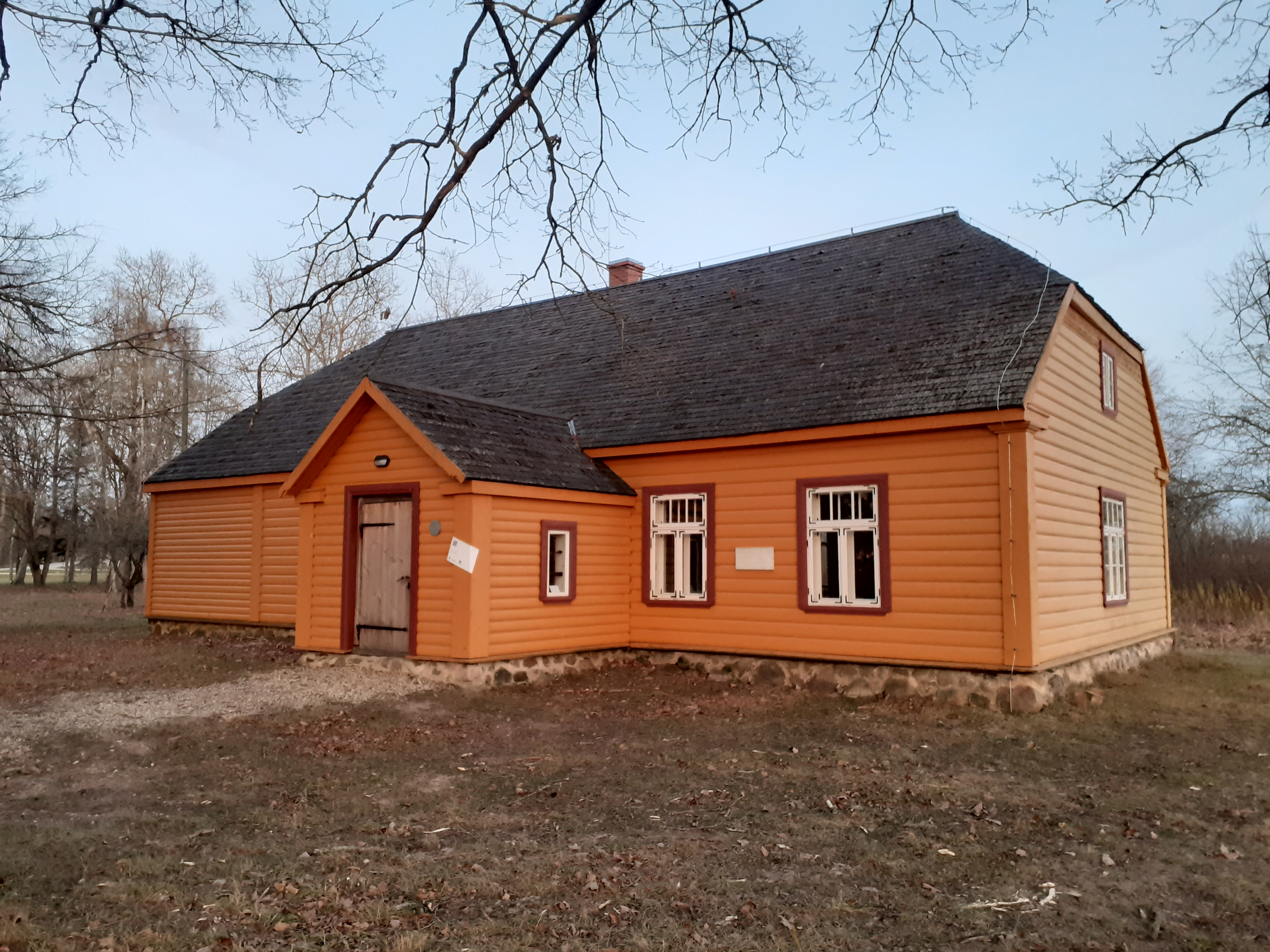
Здание школы Сыыро после реставрации, 2019 год
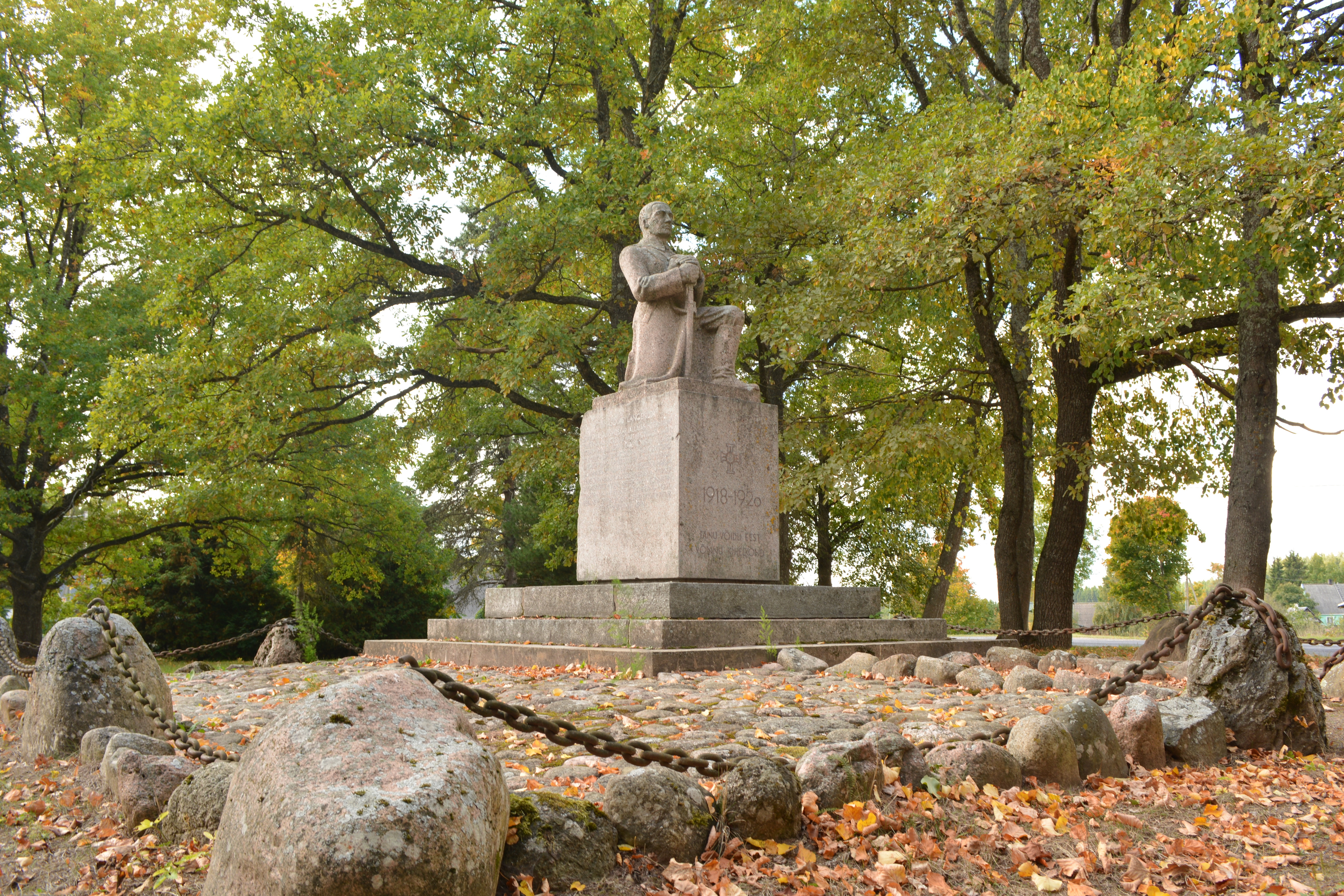
Памятник Освободительной войне в посёлке Вынну
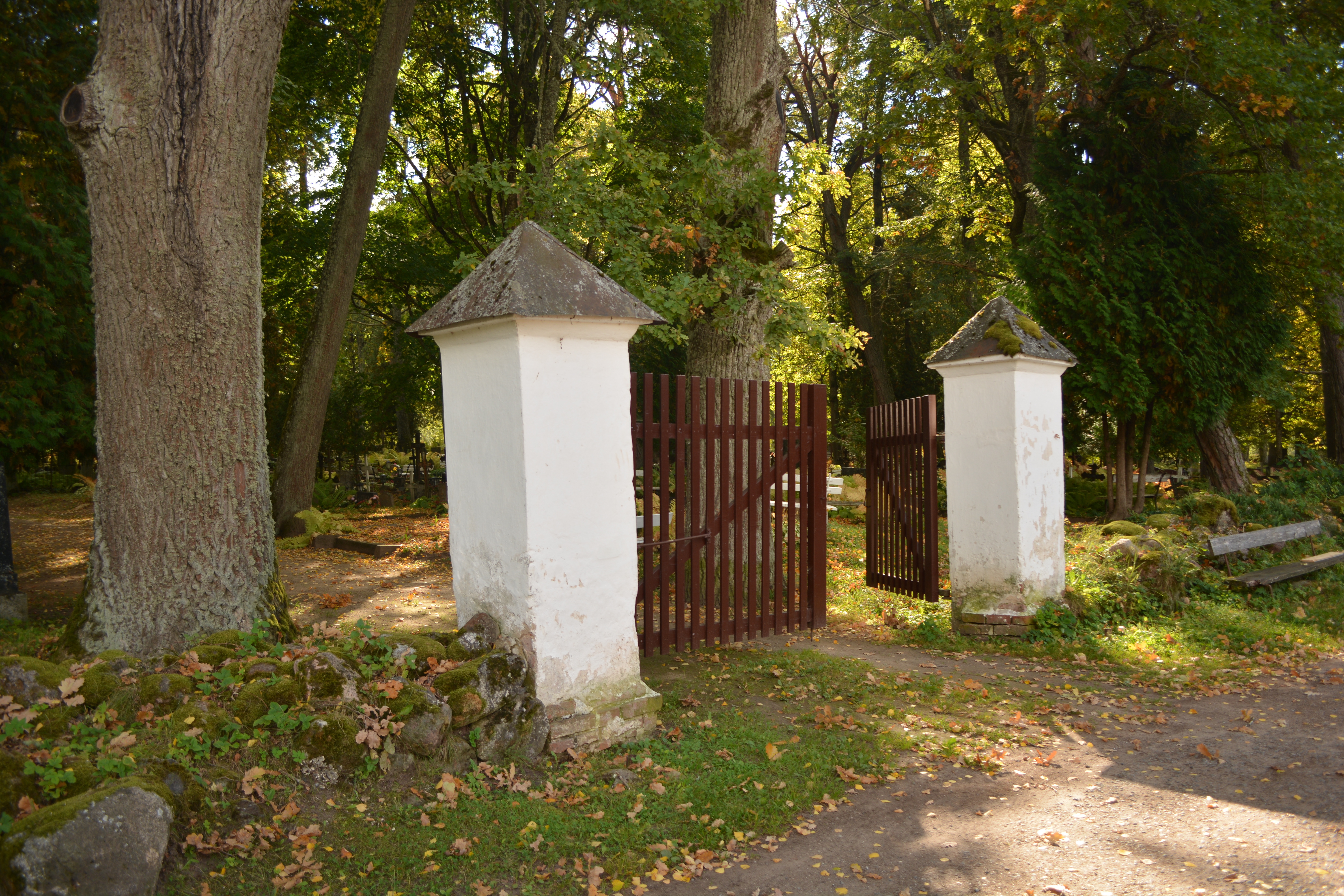
Ворота Выннуского старого кладбища
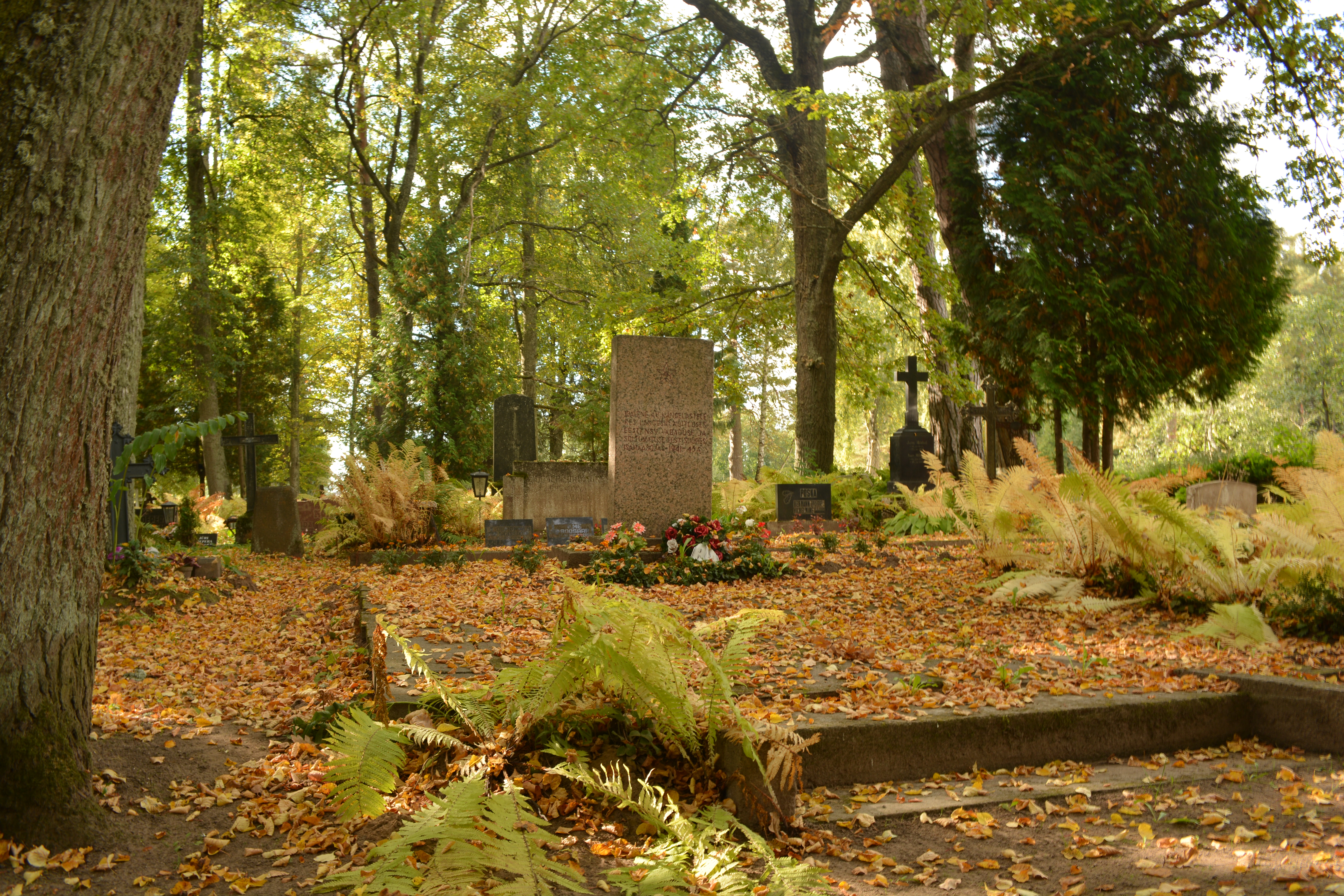
Братская могила советских воинов, павших во II мировой войне, на Выннуском старом кладбище, 2013 год
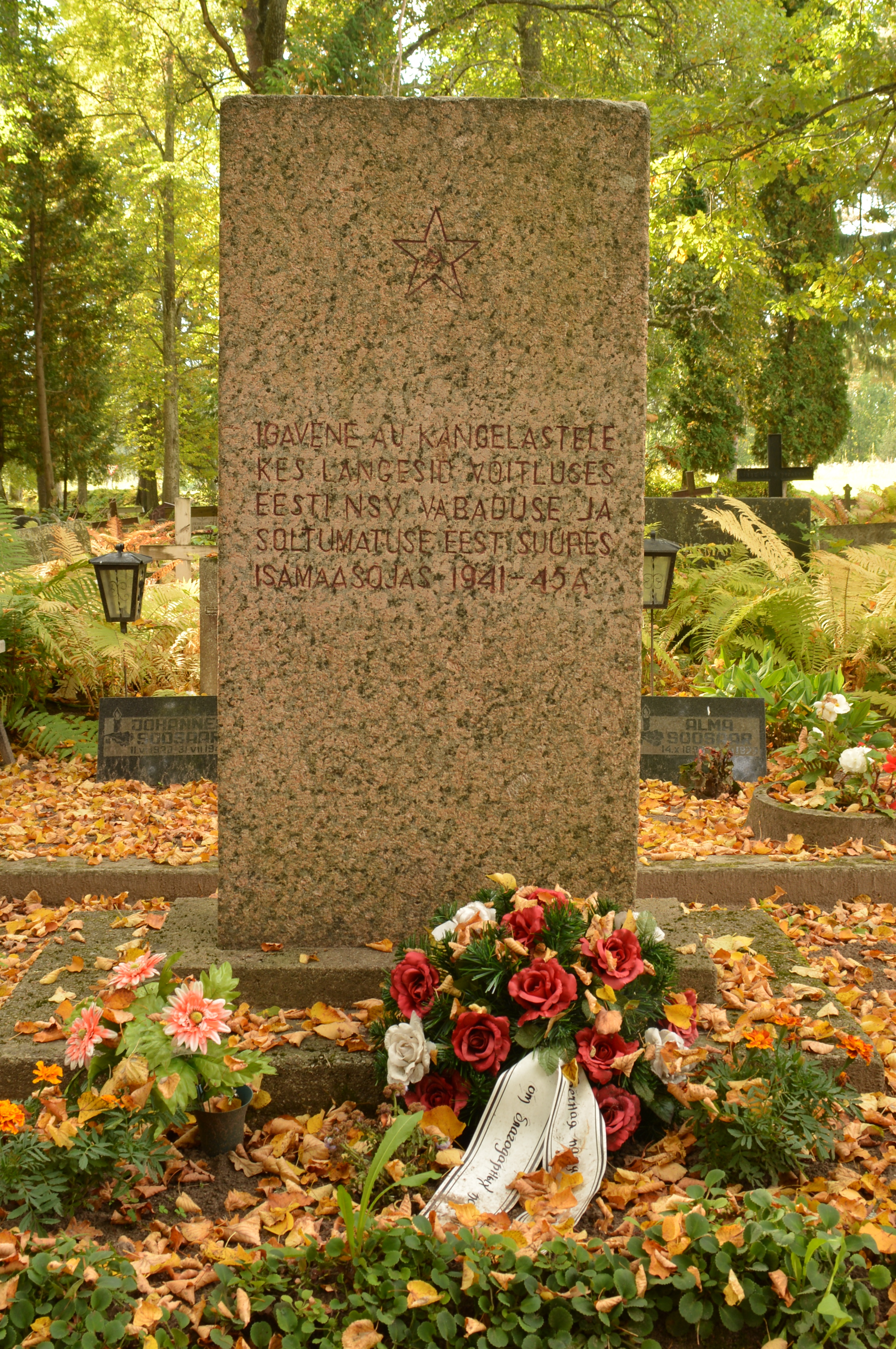
Советский памятник на братской могиле павших во II мировой войне, 2013 год. Демонтирован в 2023 году
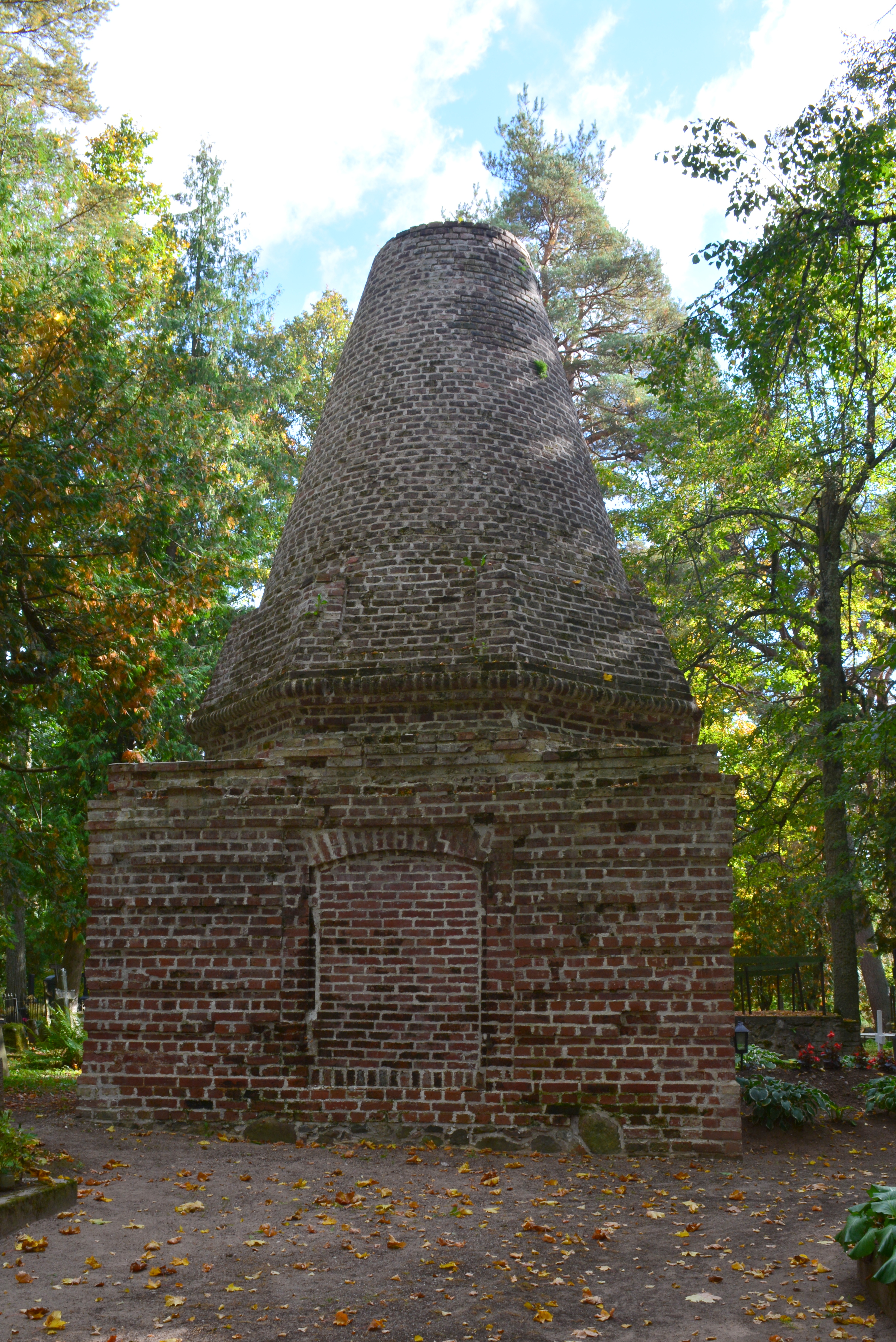
Часовня А. Г. де Вильбуа на Выннуском старом кладбище